# Carijoa multiflora
Carijoa multiflora is een zachte koraalsoort uit de familie Clavulariidae. De koraalsoort komt uit het geslacht Carijoa. Carijoa multiflora werd in 1909 voor het eerst wetenschappelijk beschreven door Laackman. 